# Vilamitjana (antic municipi)
Aquest article és sobre l'antic municipi d'aquest nom. Per a la vila, vegeu Vilamitjana.
| \| ← \| 1812 — 1972 \| → \|                     |                    |   |
| Escut d'armes                                   |                    |   |
| Vilamitjana dins de Tremp                       |                    |   |
| Període històric                                | Edat Contemporània |   |
| • Creació del municipi '('Constitució de Cadis) | 1812               |   |
| • Annexió a Tremp                               | 1972               |   |
| Altitud                                         | 451,8 m            |   |
| Superfície                                      |                    |   |
| • 1970                                          | 13,98 km2          |   |
| Població                                        |                    |   |
| • 2006                                          | 207                |   |
| ←                                               | 1812 — 1972        | → |

Vilamitjana, de vegades anomenat Vilamitjana de la Conca, és un antic municipi del Pallars Jussà agregat l'any 1972 al terme municipal de Tremp. Amb aquesta annexió, el terme pallarès més petit, Tremp, fou incrementat amb els antics termes d'Espluga de Serra, Fígols de Tremp (o de la Conca), Gurp de la Conca, Palau de Noguera, Sapeira, Suterranya i Vilamitjana, i es convertí en el de més extensió, del Pallars Jussà i de tot Catalunya.

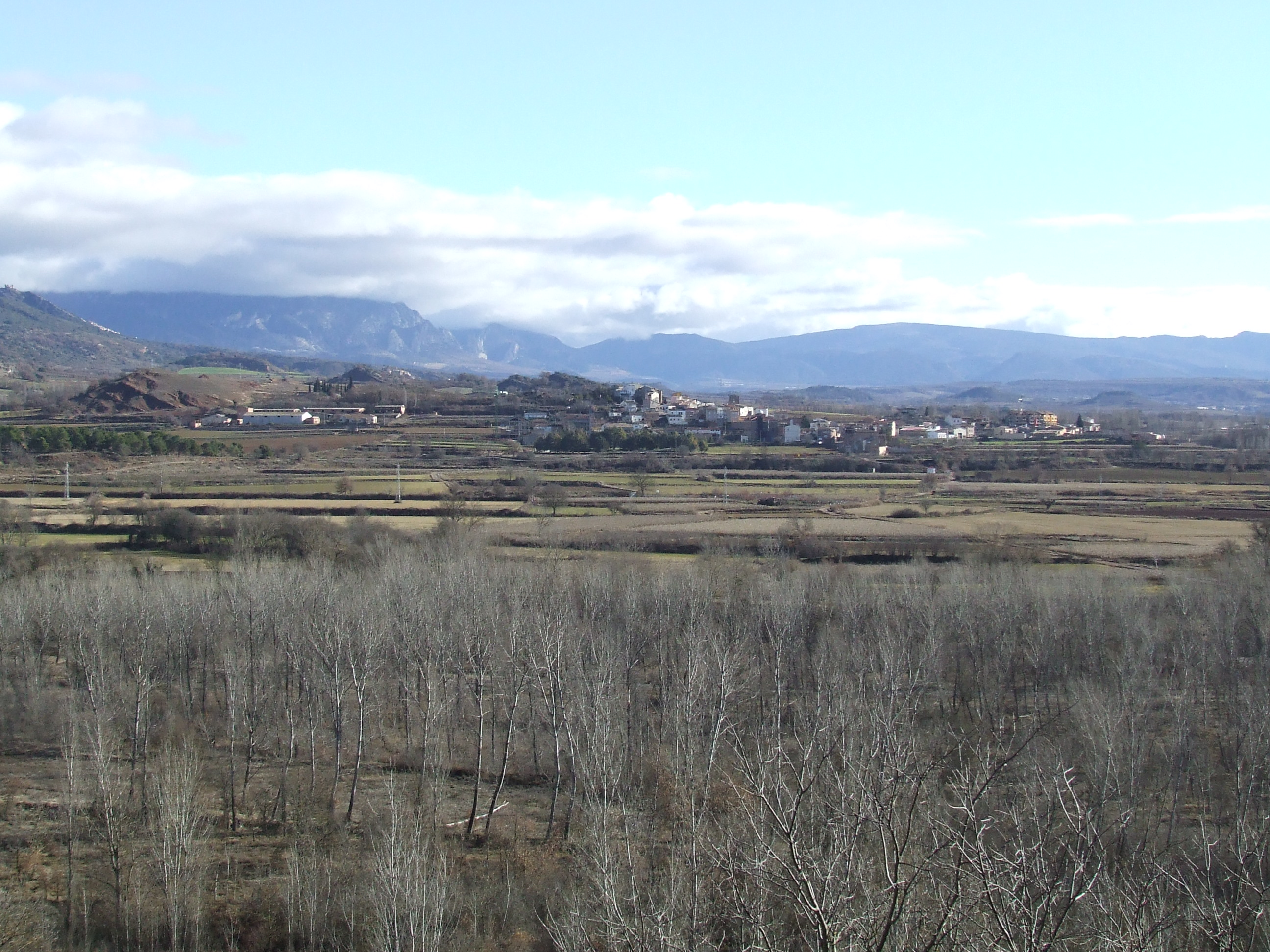
Vilamitjana des de Palau de Noguera

Actualment, i amb el mateix territori que l'antic municipi, existeix l'entitat municipal descentralitzada de Vilamitjana, que va ser aprovada per decret de la Generalitat de Catalunya el 1984. El cap de l'antic municipi, i ara de l'entitat municipal descentralitzada, és la vila de Vilamitjana, que és, a més, pràcticament l'únic nucli de població de l'antic terme.
L'antic municipi de Vilamitjana limitava a llevant amb Suterranya, al nord amb Orcau, al nord-oest amb Talarn, a llevant amb Palau de Noguera, al sud-oest altre cop amb Talarn, i al sud amb Sant Serni. En l'actualitat, els límits són molt semblants, però amb Isona i Conca Dellà en comptes d'Orcau, Gavet de la Conca en el lloc de Sant Serni, i el mateix municipi de Tremp, en haver-s'hi agregat tant Palau de Noguera com Suterranya i la mateixa Vilamitjana.

## Geografia

### Descripció del terme

#### El perímetre

##### Límit amb Talarn i l'antic terme de Palau de Noguera (Tremp)
L'antic terme de Vilamitjana ocupa el marge esquerre de la Noguera Pallaresa en el tram central del curs d'aquest riu per la comarca. El punt més al sud-oest del municipi era l'aiguabarreig del riu de Gavet en la Noguera Pallaresa, i el termenal anava remuntant el riu aigües amunt, cap al nord, fins i tot antigament tallant pel mig una illa que formava el riu davant mateix de Puigcercós. S'acabava el termenal pel riu en el moment que afluïa en la Noguera Pallaresa, per la seva esquerra, el barranc de la Coma, a 410 m. alt. En tot aquest tros, al nord i al sud era termenal amb Talarn; al centre, però, ho era amb Palau de Noguera, actualment també del terme de Tremp.

##### Límit amb l'antic terme d'Orcau (Isona i Conca Dellà)
Al barranc de la Coma, la línia de terme no emprèn ben bé pel barranc, sinó per la carena que el delimita pel nord-oest, i puja de dret fins a un turó de 629 m. alt., tot i que no acaba d'arribar a dalt de tot. La direcció d'aquest fragment de termenal és nord-est. Des de l'alçada d'aquest turó, baixa cap al sud-est fins a trobar el barranc de la Coma, i va a buscar un barranc que baixa dels vessants septentrionals de la Serra dels Nerets, i abans de 700 metres de remuntar el barranc, puja cap al nord-est, en direcció al Roc de Neret. No acaba de pujar dalt de tot, sinó que es queda entre la cota 875 i la 900, i va resseguint tot el vessant meridional de la Serra del Coll, fins que arriba a l'extrem sud-est d'aquesta serra. Tot aquest termenal és límit amb Isona i Conca Dellà, en l'antic terme d'Orcau.

##### Límit amb l'antic terme de Suterranya (Tremp)
A la Serra del Coll comença l'antic termenal amb Suterranya, ara esborrat dels mapes en pertànyer tots dos al terme de Tremp. Des de la Serra del Coll, baixa en línia recta cap al sud-oest, passat pel Serrat d'Enrams, va a cercar l'extrem occidental del poble de Suterranya, i continua sempre en la mateixa direcció fins a travessar la C-1412b i arribar prop de Casa de l'Agustinet.

##### Límit amb l'antic terme de Sant Serni (Gavet de la Conca)
En aquest lloc el termenal trenca cap a l'oest-sud-oest, puja al Serrat de l'Aspre, de 491 m. alt., després a la Mola, de 486, i a lo Tossal, de 508. En aquest darrer turó gira una mica més cap al sud-oest, travessa el Rec de les Tonrelles i el Canal de Gavet, i poc després torç cap al sud, directament a trobar el riu de Gavet. Quan el troba, segueix per la llera del riu fins a abocar-se en la Noguera Pallaresa en el punt per on ha començat la descripció. Tot aquest tros de termenal és limítrof amb Gavet de la Conca (antic terme de Sant Serni.
El terme és bàsicament pla; un pla inclinat de nord a sud, amb unes petites elevacions a l'extrem sud. Les elevacions de més importància han estat descrites en el límit nord del terme. A l'interior del municipi només destaca lo Calvari, al nord de la vila de Vilamitjana, de 497 m. alt., i el Serrat de les Calcines, de 524, a llevant, prop de Suterranya. Al nord sí que hi ha elevacions importants, com la Serra dels Nerets, que arriba als 717 m. alt.

### Nuclis de població
| Entitat de població | Habitants |
| ------------------- | --------- |
| Vilamitjana         | 207       |
| Font: Idescat       |           |

La vila de Vilamitjana és l'única entitat de població de l'antic terme i de l'actual entitat municipal descentralitzada. A part de la vila, a penes hi ha mitja dotzena d'edificacions aïllades: la masia del Borrell, Casa Ramonet, a tocar de Vilamitjana, Cal Macià, la Cabana del Vila, la de Canaleu, la Borda del Sala, la Casa del Poc i la Cabana del Riuet.
Cal esmentar també la capella de Santa Llúcia. la de Sant Bartomeu, també romànica, i diverses restes més medievals disperses pel terme, entre elles el despoblat de Labusta. Part de la bibliografia atribueix també a Vilamitjana el despoblat de Neret, que en realitat pertany al terme d'Isona i Conca Dellà, dins de l'antic municipi d'Orcau.

## Història

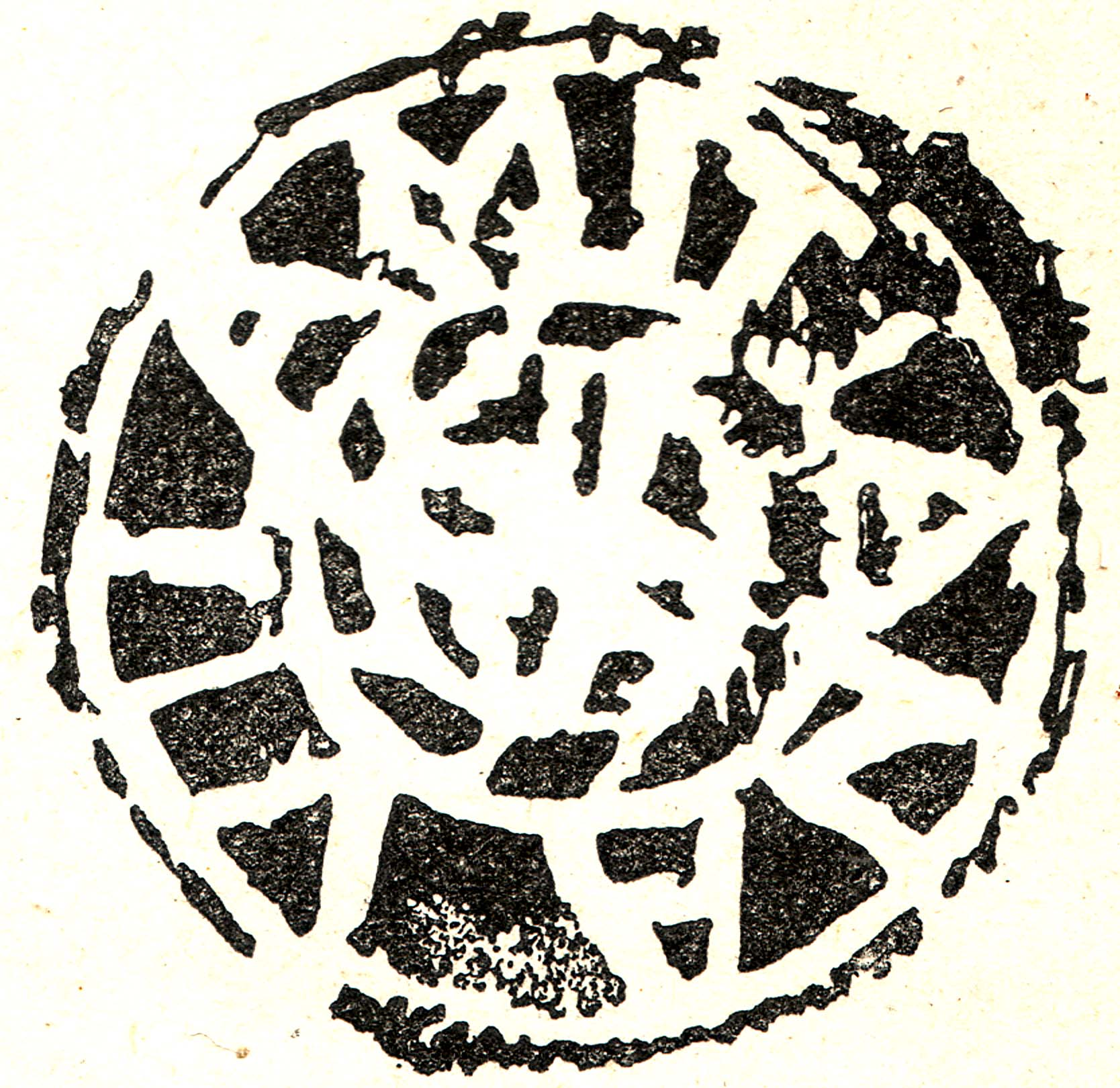
Segell de Vilamitjana de vers 1900

El senyoriu de tot el terme ha correspost al llarg de la història al bisbe d'Urgell, fins a la supressió dels senyorius, al segle xix.
L'ajuntament de Vilamitjana es constituí amb la creació dels municipis, el 1812, a partir de l'aplicació de la Constitució de Cadis, i pervisqué fins al 1972, any en què, dins de les freqüents remodelacions municipals que van afectar tota la zona pirinenca, fou annexat a Tremp.
En el Diccionario geográfico... de Pascual Madoz, publicat el 1845, cita el terme de Vilamitjana de la Conca dient que el terreny hi és pla i de qualitat mitjana, amb alguns boscos de roures i moreres i arbres fruiters. S'hi produeix blat, sègol, ordi, patates i moltes hortalisses; també s'hi fa llana i seda. De ramats, sobretot les ovelles per a la producció de llana. Hi ha força caça, de conills, llebres i perdius, i pesca, sobretot de truites, anguiles i barbs. Ja hi havia la séquia des de Talarn, i el poble posseïa un molí fariner i tres telers de qualitat ordinària. El molí, però, era situat en terme de Talarn.

### L'antic ajuntament de Vilamitjana
L'alcaldia de Vilamitjana fou exercida, al llarg dels anys, per les persones següents:
- Josep Rinet i Gomà (1895)
- Pau Llorens (1898)

## Activitat econòmica
Tot i que comparteix el fet que l'agricultura i la ramaderia són fonamentals en el sistema econòmic de Vilamitjana (cereals, farratge, oliveres, una mica de vinya, etc.), aquest antic municipi presenta algunes diferències respecte de les poblacions dels voltants. Aquesta diferència ve del fet que Vilamitjana frueix de dues séquies que augmenten el potencial de les terres de regadiu del terne. En efecte, el Canal de Gavet i la Séquia de Vilamitjana, que aprofiten les aigües del Pantà de Sant Antoni, reguen 150 hectàrees, on es conrea alfals, patates, productes de l'horta, arbres fruiters i vinya, amb més bons fruits que les que hi ha en terres de secà.
La resta del terme sí que és de secà, i s'hi conrea sobretot blat, ordi, vinya i oliveres, que darrerament es substitueix cada cop més per ametllers. El que no es conrea es destina a pastures, o bé a guaret, per tal de recuperar la terra per a properes anyades.
Els boscos també eren molt importants, tradicionalment, al terme de Vilamitjana. 372 ha eren de boscos, antigament comunals, venuts a partir de les desamortitzacions del segle xix. Entre les partides boscoses del terme destacaven les de Neret, l'Erm Gran, la Coma de Riu i la Verneda.
La séquia de Vilamitjana, molt més antiga que el Canal de Gavet, ja havia proporcionat una certa activitat industrial, a la vila: una fàbrica de farina, una fassina, anomenada fassina del Potecari, diversos telers de draps (esmentats per Madoz a mitjan segle xix), i la central d'energia elèctrica de la població, estrenada el 1899.